# Mihalovics Péter
Mihalovics Péter (Nyíregyháza, 1983. augusztus 8. –) magyar politikus, országgyűlési képviselő.

## Életpályája
2006-ban diplomázott a Pannon Egyetem Bölcsészettudományi Karának francia nyelv- és irodalom szakán. 2009-ben abszolutóriumot szerzett a Veszprémi Egyetemen.

### Politikai pályafutása
2002-ben csatlakozott a Fidelitashoz. 2004-től a Fidesz tagja. 2006–2010 között a Veszprém Megyei Jogú Város Önkormányzata megyei jogú városok közgyűlésének tagja volt. A veszprémi tagozat elnöki tisztét 2007-ig töltötte be. 2007-ben a szervezet egyik országos alelnökévé választották. 2010–2014 között a Fidesz Veszprém megyei területi listájának országgyűlési képviselője volt. A 2010-es országgyűlési választáson országgyűlési képviselővé választották. 2010. május 14. és 2014. május 5. között a Külügyi Bizottság tagja volt. A Közigazgatási és Igazságügyi Minisztériumon belül 2011. október 1-jén nevezték ki a Új Nemzedék Jövőjéért Program koordinációjáért felelős miniszteri biztossá. 2011-ben a Fidelitas elnöke lett.